# Фрасуляк Степан Федорович

Місце загибелі Степана Фрасуляка біля гори Яйко-Ілемське

Степан Фрасуляк (псевдо: «Хмель») (нар. 23 січня 1904, Львів — пом. 1 липня 1951, біля гори Яйко-Ілемське, Долинський район, Івано-Франківська область) — підполковник УПА (посмертно), перший історіограф та теоретик партизанської боротьби УПА, засновник та керівник старшинської школи «Олені» (1.03.1944 — 15.05.1944), командир ТВ-23 «Магура» (10.1944 — 1.1945), начальник військового штабу ВО-4 «Говерла». Почесний громадянин Долини.

## Життєпис
Степан Фрасуляк «Хмель» народився у Львові 23 січня 1904 року. Навчався у народній школі, пізніше у Сокальській гімназії, з якої, через політичні погляди, його було виключено польською владою.
У 1928 році здобуває фах вчителя, і їде працювати в село Вишків Долинського повіту на Станіславщині. Активно входить у суспільно-політичне життя села. Долучаєтся до роботи підпільної ОУН.
У 1935 переїжджає у село Новошин Долинського повіту, де продовжує своє громадську діяльність. Організовує молодіжне товариство «Сокіл». У 1939 його Степана Фрасуляка призивають до польської армії. Після поразки повертається до Новошина. Входить до Долинського повітового проводу ОУН.
2 липня 1941 року виступає з промовою про відновлення української державності. Того ж дня Степан Фрасуляк був обраний головою Українського Революційного Районного Комітету. Згодом УРРК ліквідували. Членів комітету переслідували тому згодом йому довелося перейти у підпілля.
До червня 1943 року займає посаду командира окружного військового штабу. У червні хорунжого Степана Фрасуляка призначено командиром вишкільного куреня Української Народної Самооборони «Гайдамаки». У курені пройшли вишкіл два призови повстанців, після цього він був розформований.
На початку 1944 провід доручив йому створити старшинську школу (СШ). 1 березня заснував старшинську школу «Олені». Очолював школу до його призначення 16 червня 1944 начальником військового штабу Воєнної Округи «Говерля». Займав пост до 1948 року.
Загинув 1 липня 1951 року біля гори Яйко-Ілемське Долинського району Івано-Франківської області. разом із Василем Хащівським ("Марко", кур'єр ЗЧ ОУН). Посмертно було надано ранг підполковника.

Степан Фрасуляк «Ремесло повстанця. Збірник праць підполковника УПА (1950)»

### Думки істориків про Фрасуляка
| Протягом п’яти років я намагався виявити документи про Степана Фрасуляка. Значну частину матеріалів вдалося віднайти в Галузевому Архіві СБУ. З певністю можна сказати, що «Хмель» був першим історіографом УПА. Згідно з матеріалами радянської розвідки керівництво українського визвольного руху доручило Степанові Фрасулякові написання історії УПА, однак не відомо чи встиг «Хмель» виконати цю працю. Нам вдалося з’ясувати, що Фрасуляк написав теоретичну працю «Політвиховник – різьбяр душі повстанця», але ми ще не знайшли її тексту. Натомість той доробок Фрасуляка, який дійшов до нас, був повністю опублікований в цьому виданні. Надруковано спогади автора про становлення Української Держави на Долинщині після Акту відновлення української державності. Документ дозволяє зрозуміти історику, як відбувався цей процес на периферії. Опубліковано історію Тактичного Відтинку «Магура» (в 1943-1947 роках). Фрасуляк описав історію багатьох відділів, про які не збереглося жодного документа. До збірника увійшла найвідоміша праця «Хмеля» – «Українська партизанка». За матеріалами трьох архівів ми вивіряли зміст попередніх видань цієї праці, оскільки перше видання вийшло в 1959 році із дотриманням вимог конспірації. Нами було значно розширено текст біографії автора, а також уточнено псевдоніми командирів та інші дані. Коли ми читаємо «Українську партизанку», то розуміємо, що УПА не була якимось збіговиськом озброєних людей. Це була дисциплінована армія, в якій воювали повстанці, котрі свідомо обрали свій шлях. | — Роз'яснення історика Руслана Забілого щодо діяльності та Полковника УПА «Хмеля» та видання книжки «Ремесло повстанця. Збірник праць підполковника УПА Степана Фрасуляка — Хмеля».
| Ця праця тим цінніша, що автор її – активний і видатний учасник повстанської боротьби, досконалий знавець партизанських боїв. Він найкраще знає, що є в такій боротьбі найголовніше й вирішальне, і про цей найважливіший фактор не раз згадує та його підкреслює. Цей фактор – це людина, її сильна воля, її твердий характер, висока мораль...” «Українська партизанка» – це своєрідний вишкільний підручник для УПА і водночас цінний історичний документ для сучасників. Корисною буде праця і для українських військовиків, адже свого часу вивчалася вона військовими армій країн Заходу, та і для керівників національно-визвольних рухів країн Азії, Латинської Америки і так званого „пострадянського простору” за багатьма свідченнями була „настільним підручником”. Книга складається з трьох розділів: власне організація і діяльність УПА, бойовий правильник для повстанських відділів і загальні основи й тактика УПА. Окрім вишкільних програм УПА, впоряду, інструкцій з розвідки, конспірації, тактики дій підпільників, схеми зв’язку, бойових правильників, автор наводить багато конкретних прикладів з дій УПА, що робить книгу дуже цікавою для читання, ілюструючи яскравими образами повстанців та конкретними фактами їх діяльності викладені рекомендації підпільникам. Зі сторінок книги перед читачем постає велична епопея всенародної боротьби за свободу своєї нації. | — Вступні слова полковника УПА Євген Рена до книжки «Українська Партизанка» полковника УПА «Хмеля».